# Oscar Dellert
Oscar Dellert, folkbokförd Nils Oskar Emanuel Dellert, ursprungligen Andersson, född 21 augusti 1896 i Maria Magdalena församling i Stockholm, död 24 juni 1990 i Kungsholms församling i Stockholm, var en svensk grosshandlare.
Oscar Dellert var son till grosshandlare Carl Johan Dellert och Kristina Håx, enligt annan uppgift ölutkörare Carl Johan Andersson (1861–1906) och Håx Kerstin Persdotter (1864–1953). Barndomsåren tillbringade han på moderns fädernegård varefter han återkom till Stockholm som tonåring. Han examinerades från Svenska bokhandelsskolan 1916, var anställd vid Sjöwalls bokhandel i Stockholm 1916–1921 och chef för pappersavdelningen vid Ludw. Infeld AB 1921–1924.
Han var direktör och innehavare av Oscar Dellert AB från 1925. Företaget hade amerikanska, tyska och engelska agenturer. I samarbete med tyska Stedtler utformade han den första så kallade ritminan för konstruktionsritningar. Han introducerade den första rostfria stålpennan och på 1940-talet var han en av de första importörerna av kulspetspennan.
Oscar Dellert gifte sig 1922 med Elisabet ("Lizzie") Blomqvist (1897–1995), omgift Askell, de fick dottern Kjerstin Dellert (1925–2018), som är mor till Thomas Dellert. Efter skilsmässa gifte han sig 1937 med kontorschefen Margaretha Andersson (1903–1979) och fick sonen Rolf Dellert (född 1946), som är far till TV-journalisten Mattias Dellert. Oscar Dellert är begravd på Skogskyrkogården i Stockholm.